# 나나오촌 (도쿄도)
나나오촌(七生村)은 도쿄도 미나미타마군에 설치되었던 촌이다. 현재의 히노시에 해당한다.